# 尚多拉斯
尚多拉斯（法語：Chandolas，法語發音：[ʃɑ̃dɔlas]）是法国阿尔代什省的一个市镇，属于拉让蒂耶尔区。

## 地理
尚多拉斯（44°24'13"N, 4°15'10"E）面积11.63 平方千米，位于法国奥弗涅-罗讷-阿尔卑斯大区阿尔代什省，该省份为法国东南部内陆省份，北起顺时针与卢瓦尔省、伊泽尔省、德龙省、沃克吕兹省、加尔省、洛泽尔省和上盧瓦爾省接壤。
与尚多拉斯接壤的市镇（或旧市镇、城区）包括：莱萨雄斯、博略、贝里亚斯和卡斯泰尔若、格罗皮埃尔、拉布拉谢尔、圣阿尔邦-欧里奥勒。
尚多拉斯的时区为UTC+01:00、UTC+02:00（夏令时）。

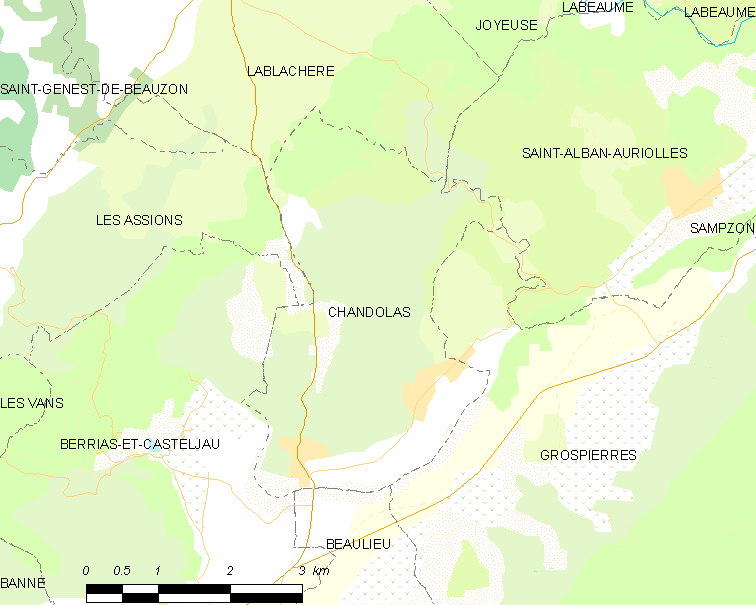
尚多拉斯的OSM定位图

## 行政
尚多拉斯的邮政编码为07230，INSEE市镇编码为07053。

## 政治
尚多拉斯所属的省级选区为阿尔代什塞文县。

## 人口

1962-2008年间尚多拉斯人口变化图示

尚多拉斯于2022年1月1日时的人口数量为545人。